# Bois-d'Arcy (Yvelines)
 Bois-d'Arcy  es una población y comuna francesa, en la región de Isla de Francia, departamento de Yvelines, en el distrito de Versailles y cantón de Saint-Cyr-l'École.

## Demografía
| 286                       | 298 | 333 | 390 | 385 | 387 | 434 | 434 | 439 | 454 | 460 | 443 | 842 | 720 | 626 | 569 | 553 | 759 | 610 | 699 | 699 | 830 | 786 | 1 261 | 1 456 | 2 107 | 3 150 | 6 766 | 10 231 | 11 796 | 12 693 | 12 064 | 13 505 |
| (Fuente: Cassini e INSEE) |     |     |     |     |     |     |     |     |     |     |     |     |     |     |     |     |     |     |     |     |     |     |       |       |       |       |       |        |        |        |        |        |